# Playas de Entremares y de Buelna
Las Playas de Buelna y de Entremares, son unas playas ubicadas en el concejo de Llanes, Asturias. Se enmarca en las playas de la Costa Oriental de Asturias, también llamada Costa Verde Asturiana y está considerada paisaje protegido, desde el punto de vista medioambiental (por su vegetación). Por este motivo está integrada, según información del Ministerios de Agricultura, Alimentación y Medio Ambiente, en el Paisaje Protegido de la Costa Oriental de Asturias.

## Descripción
Buelna y Enrtremares son unas playas contiguas que se unen al producirse grandes bajadas de marea.
La playa Entremares, situada al oeste de la playa de Buelna, es de reducidas dimensiones y presenta una forma alargada en vertical sobre el horizonte. Se la califica como cala, tratándose realmente de una especie de recoveco de la costa con un lecho de fina y blanca arena poco frecuentada y carente de cualquier tipo de servicio. Desaparece durante la pleamar.
Por su parte, la playa de Buelna, tiene forma de concha y mayores dimensiones que la anterior. Está calificada como playa natural y en ella pueden contemplarse formaciones kársticas de gran belleza, como el pináculo calcáreo que se conoce como “El Picón”, que se encuentra en uno de sus extremos, o los bufones, lapiaces o dolinas que pueden observarse en sus cercanías.
Dada la belleza paisajística y la seguridad como zona de baños, unida a la limpieza de sus aguas, la hace ser muy frecuentada a pesar de no contar con ningún servicio, salvo papeleras y servicio de limpieza.